# Massachusetts Wing Civil Air Patrol
A Massachusetts Wing Civil Air Patrol (MAWG), popularmente conhecida como "Mass Wing" é uma das 52 "alas" (50 estados, Porto Rico e Washington, D.C.) da "Civil Air Patrol" (a força auxiliar oficial da Força Aérea dos Estados Unidos) no Estado do Massachusetts. A sede da Massachusetts Wing está localizada na Hanscom Air Force Base em Bedford, Massachusetts. A Massachusetts Wing consiste em mais de 650 cadetes e membros adultos distribuídos em 12 locais espalhados por todo o Estado.
A ala de Massachusetts é membro da Região Nordeste da CAP juntamente com as alas dos seguintes Estados: Connecticut, Maine, Massachusetts, New Hampshire, New Jersey, New York, Pennsylvania, Rhode Island e Vermont.

## Missão
A Civil Air Patrol tem três missões: fornecer serviços de emergência; oferecer programas de cadetes para jovens; e fornecer educação aeroespacial para membros da CAP e para o público em geral.

## Serviços de emergência
A CAP fornece ativamente serviços de emergência, incluindo operações de busca e salvamento e gestão de emergência, bem como auxilia na prestação de ajuda humanitária.
A CAP também fornece apoio à Força Aérea por meio da realização de transporte leve, suporte de comunicações e levantamentos de rotas de baixa altitude. A Civil Air Patrol também pode oferecer apoio a missões de combate às drogas.
O treinamento para todas as funções dos "Serviços de Emergência" nos EUA é baseado no Sistema de Comando de Incidentes. As qualificações mais básicas exigem a certificação no curso ICS-100 disponível online.
Membros da Massachusetts Wing ajudaram na busca pelo local do acidente de avião de John F. Kennedy Jr. Mais recentemente, alguns membros da Massachusetts Wing ajudaram o "Incident System" no gerenciamento do Derramamento de Petróleo no Golfo.
Em abril de 2020, os membros da Massachusetts Wing começaram a auxiliar a "Massachusetts Emergency Management Agency" (MEMA) em sua resposta à pandemia COVID-19, ajudando a carregar e descarregar caminhões, inventariando equipamentos de proteção individual e outros suprimentos médicos necessários e reunindo pedidos desses itens para entrega aos governos municipais em todo o Estado.

## Programas de cadetes
A CAP oferece programas de cadetes para jovens de 12 a 21 anos, que incluem educação aeroespacial, treinamento de liderança, preparo físico e liderança moral para cadetes.

## Educação Aeroespacial
A CAP oferece educação aeroespacial para membros do CAP e para o público em geral. Cumprir o componente de educação da missão geral da CAP inclui treinar seus membros, oferecer workshops para jovens em todo o país por meio de escolas e fornecer educação por meio de eventos públicos de aviação.

## Organização

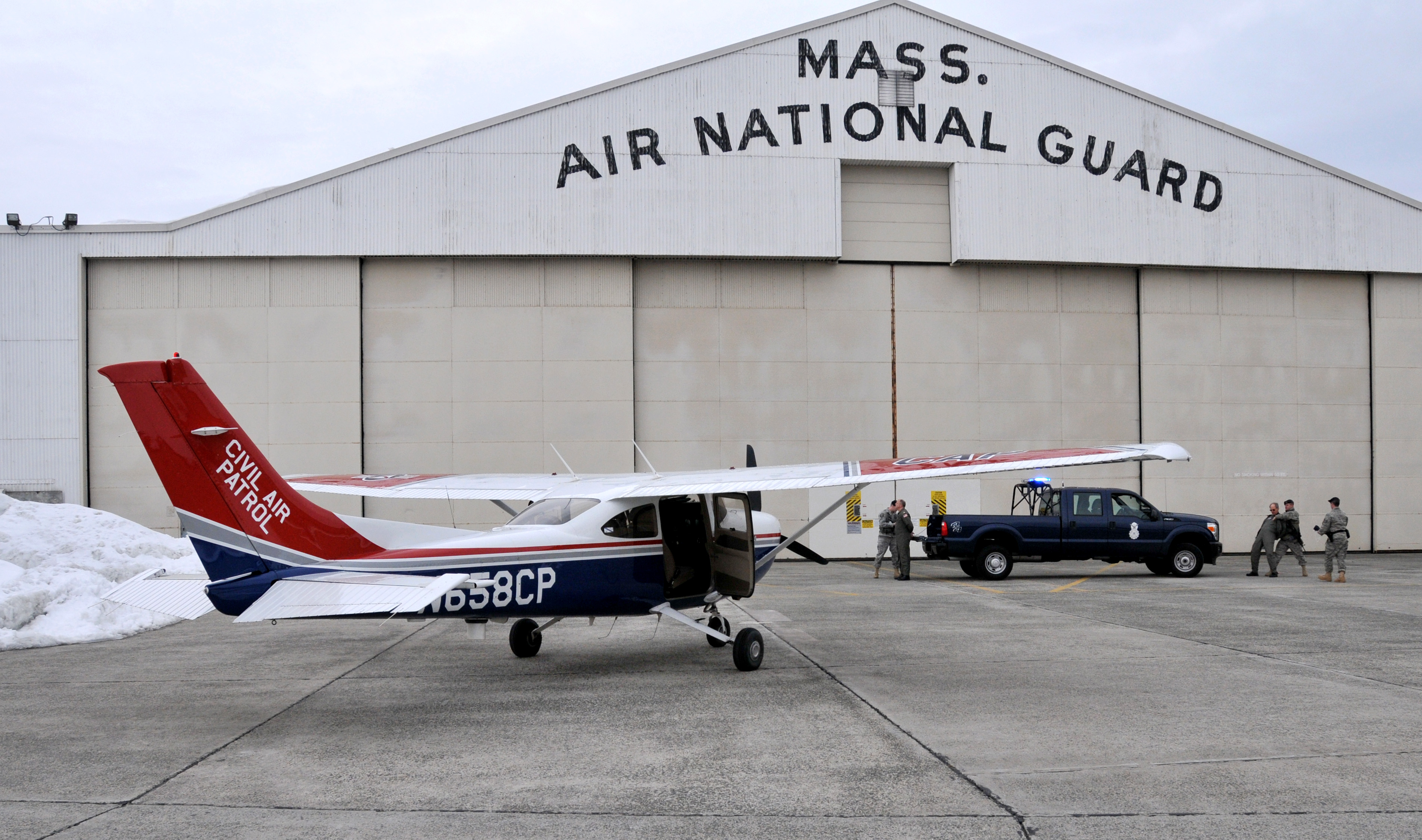
Membros da Ala Massachusetts são "apreendidos" pelas forças de segurança durante uma
missão de treinamento de interceptação.

| Designação | Nome do Esquadrão                            | Localização           |
| ---------- | -------------------------------------------- | --------------------- |
| MA-000     | Massachusetts Wing Headquarters              | Hanscom AFB (Bedford) |
| MA-002     | Boston Cadet Squadron                        | Boston                |
| MA-005     | Bridgewater State University Squadron        | North Dartmouth       |
| MA-007     | Goddard Cadet Squadron                       | Worcester             |
| MA-013     | Brig Gen Arthur J. Pierce Composite Squadron | Greenfield            |
| MA-015     | Westover Composite Squadron                  | Chicopee              |
| MA-019     | Beverly Composite Squadron                   | Beverly               |
| MA-022     | Worcester Cadet Squadron                     | Worcester             |
| MA-043     | Hanscom Composite Squadron                   | Hanscom AFB           |
| MA-044     | Coastal Patrol 18 Squadron                   | Buzzards Bay          |
| MA-059     | Lt Col Frank Pocher Minuteman Squadron       | Marlborough           |
| MA-070     | Essex County Composite Squadron              | North Andover         |
| MA-071     | Pilgrim Composite Squadron                   | Plymouth              |
| MA-999     | Massachusetts Legislative Squadron           | Bedford               |